# Potamothrix moldaviensis
Potamothrix moldaviensis är en ringmaskart som beskrevs av František Vejdovský och Mrázek 1903. Potamothrix moldaviensis ingår i släktet Potamothrix och familjen glattmaskar. Arten är reproducerande i Sverige. Utöver nominatformen finns också underarten P. m. mitropolskiji.